# Могутин, Никита Александрович
Никита Александрович Могутин (род. 9 июня 1988, Москва) — российский журналист, основатель Mash и его главный редактор (2017—2018), сооснователь Baza и главный редактор (2019—2022), сооснователь издательства «Знаки препинания».

## Биография

### Карьера
Работал в команде Арама Габрелянова, основателя News Media. Являлся заместителем главного редактора издания Life.
6 апреля 2017 года основал Telegram-канал Mash, являлся его главным редактором. Доля в 25 % принадлежала Могутину, остальные 75 % — Араму Габрелянову. В апреле 2018 года купил долю Арама Габрелянова в Mash, при этом она находилась в залоге у Габрелянова по договору займа. В сентябре 2018 года Могутин покинул Mash.
В январе 2019 года совместно с Анатолием Сулеймановым, Раулем Смыром и Александром Потаповым запустил Telegram-канал Baza. Основателям принадлежали равные доли. Стал его главным редактором.

### Судебное преследование
В мае 2021 года был задержан по обвинению в участии в несанкционированном митинге в Москве 21 апреля 2021 года, в августе 2021 года Савеловский районный суд оштрафовал его на 180 тысяч рублей.

### Карьера в эмиграции
В апреле 2022 года эмигрировал, жил в Грузии. С 2023 года живёт в Париже.
6 мая 2022 года сообщил в своём Telegram-канале, что с февраля 2022 года не работает в издании «Baza».
В мае 2024 года запустил во Франции совместно с журналисткой Олесей Герасименко издательство для русскоязычных журналистов «Знаки препинания».

## Личная жизнь
Отец двоих детей, разведён. Состоит в гражданском партнёрстве с Татьяной Земляковой — журналисткой издания Baza.

## Творчество
В 2021 году выпустил научно-фантастическую книгу «Кипиай» в жанре городской прозы.